# Энциклопедическое изложение масонской, герметической, каббалистической и розенкрейцерской символической философии
Энциклопедическое изложение масонской, герметической, каббалистической и розенкрейцерской символической философии (англ. The Secret Teachings of All Ages: An Encyclopedic Outline of Masonic, Hermetic, Qabbalistic and Rosicrucian Symbolical Philosophy) — книга, написанная и самостоятельно изданная Мэнли Холлом в возрасте 28 лет, в которой он попытался соотнести между собой учения различных оккультных традиций. За пятьдесят лет со времени первого издания в 1928 году было продано более миллиона экземпляров книги.
Книга носит документальный характер и затрагивает огромное количество тем, таких как розенкрейцерство, каббала, алхимия, криптология, Таро, пирамиды, Зодиак, пифагореизм, масонство, геммология и пр..

## Описание

Мэнли Палмер Холл (1901—1990)

Мэнли Холл, не имея высшего образования, написал серию оккультных книг, ставших известными благодаря эрудиции их автора. Наибольшую известность получила его книга «Энциклопедическое изложение масонской, герметической, каббалистической и розенкрейцерской символической философии» (The Secret Teachings of All Ages: An Encyclopedic Outline of Masonic, Hermetic, Qabbalistic and Rosicrucian Symbolical Philosophy; более полный перевод названия — «Тайные учения всех времён: энциклопедическое изложение масонской, герметической, каббалистической и розенкрейцерской символической философии»).
Книга носит документальный характер и содержит многочисленные иллюстрации и подлинные тексты мистических сочинений: документы розенкрейцеров, рецепты алхимиков, каббалистические правила. Доктор философских наук В. В. Целищев, переведший книгу на русский язык, считает что «книга Холла посвящена сравнительной религии, теории и практике символизма, собственно оккультизму, секретным обществам и многому другому» Он заканчивает своё предисловие тем, что: "Книга никоим образом не предполагает «лёгкого» чтения она для подготовленного читателя, знакомого с мифологией, историей, философией, религией и другими областями человеческой культуры.
В предисловии к книге Мэнли П. Холл формулирует свою задачу следующим образом: «ввести читателя в круг гипотез, полностью находящихся за пределами материалистической теологии, философии и науки. Даётся материал, который важен тем, кто не может ограничить свою пытливость стандартными ответами в духе материалистической традиции».

## Создание книги
В 1923 году Холл написал книгу Утерянные ключи масонства, с тех пор неоднократно переизданную. В 1923—1924 годах он посетил многие культурные центры Европы, Азии и Египта, составляя план монографии по символической философии. По возвращении в США он провёл исследование западной эзотерической традиции, в результате которого появилось Энциклопедическое изложение масонской, герметической, каббалистической и розенкрейцерской символической философии. Мэнли Холл написал в предисловии к книге, что:
Работа над текстом этого тома началась 1 января 1926 года и продолжалась непрерывно два года. Большая часть исследовательской работы была выполнена задолго до написания этого манускрипта. Сбор материала начался в 1921 году, и через три года план книги приобрёл определённую форму.
Книга была издана М. Холлом самостоятельно, для чего им была собрана огромная по тем временам сумма — 100 000 долларов. Книга содержала около 200 иллюстраций. В предисловии М. Холл написал:
Настоящая работа представляет собой попытку дать книгу, достойную тех пророков и мудрецов, чьи мысли изложены на этих страницах. Исследовательская работа открыла мне многие великие истины; написание книги открыло мне законы порядка и терпения; печатание книги открыло для меня новые горизонты искусства и ремесла; и вообще всё это предприятие открыло мне множество друзей.

## Содержание книги
| - Предисловие автора - Введение - Древние мистерии и тайные общества, повлиявшие на современный масонский символизм - Атлантида и боги античности - Жизнь и сочинения Тота Гермеса Трисмегиста - Инициация пирамиды - Исида, непорочная Дева мира - Солнце, универсальное божество - Зодиак и его знаки - Табличка Исиды (табличка Бембо) - Чудеса античности - Жизнь и философия Пифагора - Пифагорейская математика - Символизм человеческого тела - Легенда Хирама - Пифагорейская теория музыки и цвета - Рыбы, насекомые, рептилии и птицы - Цветы, растения, фрукты и деревья - Камни, металлы и драгоценности - Церемониальная магия и волшебство - Элементы и их обитатели | - Герметическая фармакология, химия и терапия - Каббала — тайная доктрина Израиля - Основание каббалистической космогонии - Древо сефирот - Каббалистические ключи к сотворению мира - Анализ карт Таро - Скиния в пустыне - Братство розы и креста - Доктрина и догматы розенкрейцеров - Пятнадцать розенкрейцеровских и каббалистических диаграмм - Алхимия и её представители - Теория и практика алхимии - Химическая свадьба - Бэкон, Шекспир и розенкрейцеры - Криптограмма как фактор символической философии - Масонский символизм - Мистическое христианство - Крест и распятие в языческом и христианском мистицизме - Мистерия апокалипсиса - Вера ислама - Символизм американских индейцев - Мистерии и их эмиссары |

В описании колоды карт Таро Холл использовал изображения Египетского Таро из книги француза Роберта Фальконнье (Robert Falconnier) «XXII герметических листа прорицательного Таро».

## Издания на русском языке
- Мэнли П. Холл. Энциклопедическое изложение масонской, герметической, каббалистической и розенкрейцеровской символической философии. В 2 томах : Интерпретация Секретных учений, скрытых за ритуалами и мистериями всех времен / пер. с англ. В. В. Целищева. — Новосибирск : ВО «Наука», 1992. — 367 с. + 439 с. — 3000 экз. — ISBN 5-02-030282-1.
- Мэнли П. Холл. Энциклопедическое изложение масонской, герметической, каббалистической и розенкрейцеровской символической философии. В 2 томах : Интерпретация Секретных учений, скрытых за ритуалами и мистериями всех времен / пер. с англ. В. В. Целищева. — 2-е, испр. — Новосибирск : ВО «Наука», 1993. — 794 с. — ISBN 5-02-030727-0.
- Мэнли П. Холл. Энциклопедическое изложение масонской, герметической, каббалистической и розенкрейцеровской символической философии. В 2 томах : Интерпретация Секретных учений, скрытых за ритуалами и мистериями всех времен / пер. с англ. В. В. Целищева. — 3-е, испр. — Новосибирск : «Наука», Сибирская издательская фирма РАН ; М. : «КСП», 1997. — 794 с. — ISBN 5-02-030727-0.
- Мэнли П. Холл. Энциклопедическое изложение масонской, герметической, каббалистической и розенкрейцеровской символической философии / пер. с англ. В. В. Целищева. — Нальчик : Издательский дом «Эль-Фа», 1993. — 448 с. — («Магия»; «Магия белая и черная»).
- Мэнли П. Холл. Энциклопедическое изложение масонской, герметической, каббалистической и розенкрейцеровской символической философии : Интерпретация Секретных учений, скрытых за ритуалами и мистериями всех времен / пер. с англ. В. В. Целищева. — Нальчик : Издательский дом «Эль-Фа», 1994. — 448 с. — («Магия»; «Магия белая и черная»). — ISBN 5-88195-054-2.
- Мэнли П. Холл. Энциклопедическое изложение масонской, герметической, каббалистической и розенкрейцеровской символической философии : Интерпретация Секретных учений, скрытых за ритуалами и мистериями всех времен / пер. с англ. В. В. Целищева. — Нальчик : Издательский дом «Эль-Фа», 1997. — 430 с. — («Магия белая и черная»). — ISBN 5-88195-055-0.
- Мэнли П. Холл. Энциклопедическое изложение масонской, герметической, каббалистической и розенкрейцеровской символической философии : Интерпретация Секретных учений, скрытых за ритуалами и мистериями всех времен / пер. с англ. В. В. Целищева. — СПб. : СПИКС, 1994. — 792, [2] с. — 30 000 экз. — ISBN 5-7288-0019-X.
- Мэнли П. Холл. Энциклопедическое изложение масонской, герметической, каббалистической и розенкрейцеровской символической философии : Интерпретация Секретных учений, скрытых за ритуалами и мистериями всех времен / пер. с англ. В. В. Целищева. — СПб. : СПИКС, 1997. — 792, [2] с. — 30 000 экз. — ISBN 5-02-031084-0. — ISBN 5-88694-034.
- Мэнли П. Холл. Энциклопедическое изложение масонской, герметической, каббалистической и розенкрейцеровской символической философии / пер. с англ. В. В. Целищева. — М. : ЭКСМО : Terra Fantastica, 2003. — 472, [2] с. — (Антология мысли). — 5000 экз. — ISBN 5-7921-0643-6. — ISBN 5-699-02416-6.
- Мэнли П. Холл. Энциклопедическое изложение масонской, герметической, каббалистической и розенкрейцеровской символической философии / пер. с англ. В. В. Целищева. — М. : Эксмо ; СПб. : Мидгард, 2007. — 864 с. — (Гиганты мысли). — 5000 экз. — ISBN 978-5-699-22139-4.
- Мэнли П. Холл. Энциклопедическое изложение масонской, герметической, каббалистической и розенкрейцеровской символической философии / пер. с нем. В. В. Целищева. — М. : Эксмо ; СПб. : Мидгард, 2007. — 1008 с. — (Антология мысли. Базовые книги). — 5000 экз. — ISBN 978-5-699-21506-5.
- Мэнли П. Холл. Энциклопедическое изложение масонской, герметической, каббалистической и розенкрейцеровской символической философии / пер. с англ. В. В. Целищева. — М. : АСТ : Астрель, 2004. — 472, [2] с. — 5000 экз. — ISBN 5-17-025286-2. — ISBN 5-271-10447-8.
- Мэнли П. Холл. Энциклопедическое изложение масонской, герметической, каббалистической и розенкрейцеровской символической философии / пер. с англ. В. В. Целищева. — М. : АСТ : Астрель, 2005. — 478, [2] с. — 5000 экз. — ISBN 5-17-025286-2. — ISBN 5-271-10447-8.
- Мэнли П. Холл. Энциклопедическое изложение масонской, герметической, каббалистической и розенкрейцеровской символической философии / пер. с англ. В. В. Целищева. — М. : АСТ : Астрель, 2006. — 478, [2] с. — 5000 экз. — ISBN 5-17-025286-2. — ISBN 5-271-10447-8.
- Мэнли П. Холл. Тайные учения всех времен :Энциклопедическое изложение масонской, герметической, каббалистической и розенкрейцеровской символической философии / пер. с англ. В. В. Целищева. — М. : Азбука-Аттикус, 2018. — 960 с. — (Человек Мыслящий. Идеи, способные изменить мир). — 5000 экз. — ISBN 978-5-389-13333-4.